# 鄧絜文
鄧絜文（1990年3月12日—），台灣模特兒，美少女選拔常勝軍出身，屬伊林娛樂 。中天綜藝節目《玩美一窩瘋》CanKam Girls ，華視綜藝節目名模出任務高人氣成員 。

## 節目主持
- 中天娛樂台「天天樂財神」助理主持人（第一任）
- 中天娛樂台「真的？假的」助理主持人

## 影視作品
- 「前程似金」電影
- 「只要我長大」電影
- 「電競紀元」電視戲劇 [5]
- 「美好年代」電視戲劇 客串
- 「我喜歡你你知道嗎」電視戲劇 客串
- 「原來1家人」電視戲劇 客串
- 「小資女孩向前衝」電視戲劇 客串
- 「雨夜花」電視戲劇 客串
- 「Eelin Girl撲克牌女孩」甜美護士 鄧絜文 [6]
- 「2016泳裝 新品發表秀」鄧絜文 [7]
- 「SOGO泳裝秀展」鄧絜文[8]
- 「國際台北新車大展報導 鄧絜文」[9]
- 「Pick Me Cover By EeLin GIrls」舞蹈--鄧絜文[10]
- 「DADDY-PSY ft. cover by EeLin Models.」舞蹈--鄧絜文[11]
- 「今天我最美 蘋果日報」--鄧絜文 [12]
- 「今日主打星 中時電子報」--鄧絜文 [13]
- 「台北車展 美麗大使-鄧絜文」 [14]
- 「2015資訊月開場舞 耶誕特別版」--鄧絜文[15]
- 「2015電腦應用展開場舞」--鄧絜文[16]
- 「2014資訊月開場舞」--鄧絜文[17]
- 「2014春季電腦展 熱舞秀」--鄧絜文[18]
- 「2013資訊月開場舞」--鄧絜文[19]
- 「2014車展秀」--鄧絜文[20]
- 「2012車展 開場舞」--鄧絜文[21]
- 名模小教室「鄧絜文的浪漫約會編髮教學」[22]

## 出版作品
- 伊林娛樂「Eelin Girl撲克牌」 [23]

## 愛心公益
- 我是鄧絜文，用風格傳遞愛與關懷！一起突破愛滋歧視！愛滋唇膏公益 ELLE Taiwan[24]

- 2016挺挺動物生活節[25]

## 節目通告
| 播出頻道   | 節目名                |
| 華視       | 名模出任務            |
| 中天娛樂台 | 康熙來了              |
| 中天娛樂台 | 玩美一窩瘋--固定班底  |
| 中天娛樂台 | 大學生了沒            |
| 中天娛樂台 | 大家來報喜            |
| 中天娛樂台 | 麻辣天后傳            |
| 中天娛樂台 | 天天樂財神            |
| 中天娛樂台 | 真的？假的            |
| 中天綜合台 | 名模星任務(常態班底)  |
| 中視       | 你猜你猜你猜猜猜      |
| 中視       | 最強大國民            |
| 中視       | 台灣山女孩            |
| 中視       | 健康總動員            |
| 中視       | 名模星任務(常態班底)  |
| 民視       | 綜藝大集合            |
| 東森超視   | 請你跟我這樣過        |
| 衛視中文台 | Wow!!侯麻吉--固定班底 |
| 衛視中文台 | 歡樂智多星            |
| 衛視中文台 | 瘋神無雙              |
| 年代MUCH台 | 台北映時尚            |
| 三立都會台 | 國光幫幫忙            |
| 三立都會台 | 綜藝大熱門            |
| 網路廣播   | 宅男愛女神            |

## MV
- 林育群《一個人生活》
- 溫昇豪《向我走來》
- 楊瑞代《剝削愛情》

## 廣告作品

### 影視
- 2016天子手遊TVC 膨風篇[30]
- 【鑽石俱樂部微電影-12星座麻將物語】天秤座篇[31]
- 冰火TVC[32]
- Kiss Me花漾美姬TOP1防水睫毛膏[33]
- 101原創T恤TVC 素人篇[34]
- 103資訊月秀展 lenovo 聯想[35]

### 平面
- 2017年六月份NOVA情報誌

## 外部連結
- 鄧絜文-Kathy的Facebook專頁
- 鄧絜文-Kathy個人 Instagram （页面存档备份，存于）
- 伊林娛樂經紀公司-鄧絜文簡介 （页面存档备份，存于）（繁體中文）